# Zuid-Limburgse Stoomtrein Maatschappij

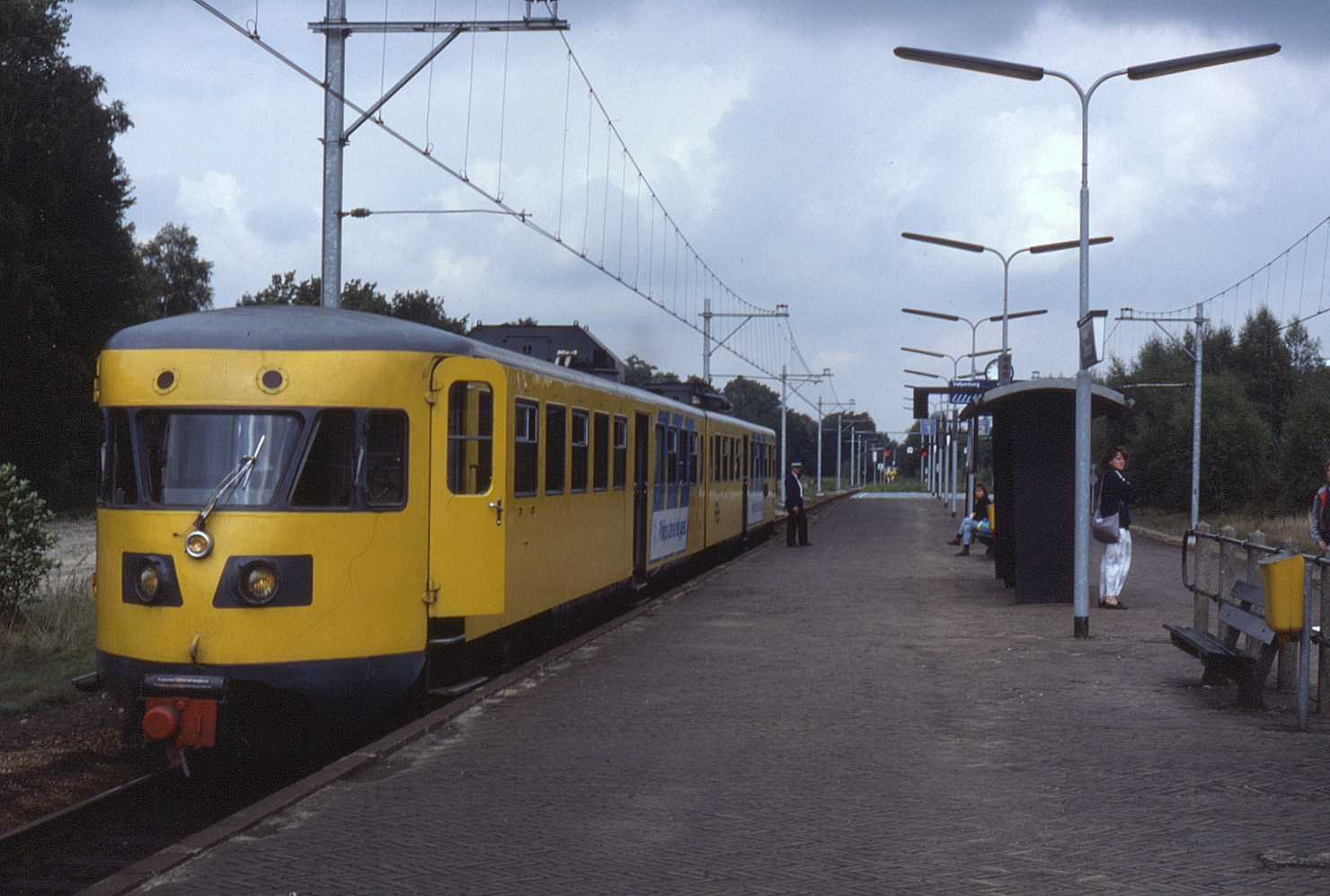
Station Kerkrade Centrum met een NS-treinstel Plan X in 1986, twee jaar voor de sluiting van het baanvak Simpelveld – Kerkrade Centrum.

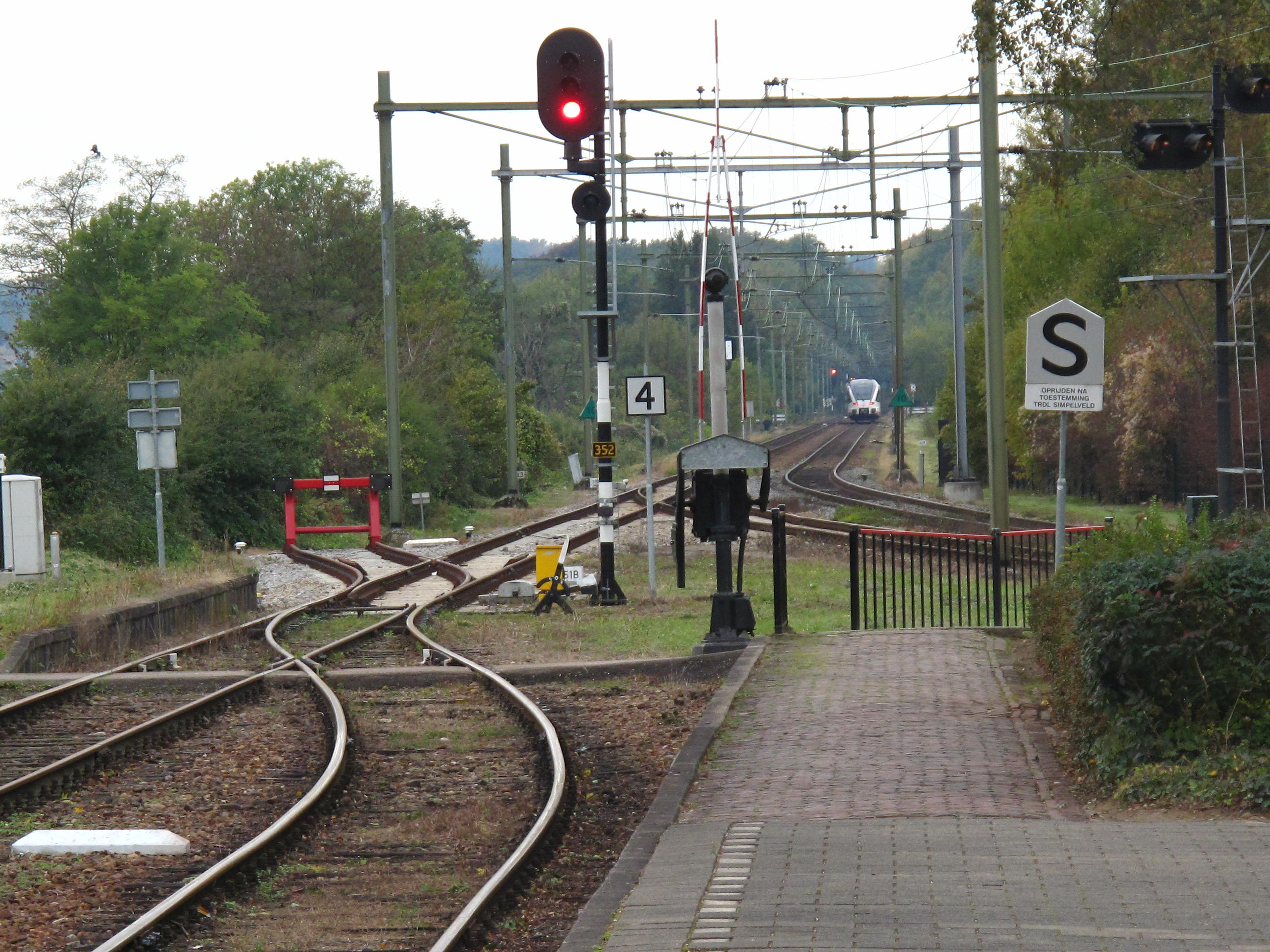
De in 2007 herstelde enkelsporige aansluiting te Schin op Geul, gezien in de richting Valkenburg.

De Zuid-Limburgse Stoomtrein Maatschappij (ZLSM) is een stichting die de stoomtreindienst exploiteert op de spoorlijn tussen Kerkrade en Schin op Geul, een toeristische spoorweg, onder de museumnaam Miljoenenlijn. Het gedeelte tussen Kerkrade en Simpelveld is onderdeel van de Miljoenenlijn. Tot en met 2016 werd er ook tussen Schin op Geul en Valkenburg gereden. Vanwege een verbod door de Inspectie voor Transport kan er voor onbepaalde tijd niet op het spoor van ProRail worden gereden, waardoor het eindpunt Schin op Geul is.
De ZLSM rijdt voorts tussen Simpelveld en het Duitse Vetschau (Duitsland) met een railbus (Schienenbus).

## Geschiedenis van de spoorlijn(en)
De lijn waarover de ZLSM rijdt bestaat uit verschillende delen: Schin op Geul – Simpelveld – Vetschau is onderdeel van de vroegere spoorlijn Aken - Maastricht (geopend in 1853), Simpelveld – Domaniale Mijn (geopend in 1872) en Spekholzerheide (voorheen Kerkrade West) – Kerkrade Centrum (geopend in 1934 als onderdeel van de Miljoenenlijn).
Tussen Kerkrade en Schaesberg / Landgraaf maakte de ZLSM van 2004 tot eind 2006 drie jaar gebruik van het in 1934 geopende deel van de Miljoenenlijn. Op dat moment werd die lijn nog door de Nederlandse Spoorwegen geëxploiteerd. Tussen Schaesberg / Landgraaf en Heerlen werd van de spoorlijn (Maastricht / Sittard –) Heerlen – Herzogenrath – Aken (Duitsland) gebruik gemaakt. Nadat Veolia de exploitatie van de Heuvellandlijn in december 2006 overnam, ontbrak de ruimte voor de treinen van de ZLSM op het baanvak naar Heerlen. De treinen van de ZLSM keerden sindsdien wederom in Kerkrade Centrum. Sinds 2015 maakt ZLSM geen gebruik meer van station Kerkrade Centrum en keren de treinen bij de halte Kerkrade ZLSM.

### Miljoenenlijn
De oorsprong van de "Miljoenenlijn" wordt gevormd door de spoorlijn Schaesberg - Simpelveld, een aftakking van de spoorlijn Sittard - Herzogenrath, waarvan de aanleg begon in 1925 ten behoeve van het kolenvervoer van de steenkoolmijnen. De verantwoordelijke uitvoerder van het werk was Corstiaan van Herpen, medewerker van het Spoorwegbouwbedrijf te Utrecht, een dochtermaatschappij van de Nederlandsche Spoorwegen. Bij de aanleg van de lijn werd 3,5 miljoen kubieke meter grond verzet. De spoorlijn kwam gereed in 1934.
De naam is ontleend aan de geschatte kosten per kilometer; het 12,5 km lange traject heeft destijds ongeveer 12,5 miljoen gulden gekost, destijds een zeer hoog bedrag. De Miljoenenlijn werd in eerste instantie gebruikt voor vervoer van materialen en mijnwerkers voor de exploitatie van de steenkoolmijnen. In 1949, 24 jaar na de officiële opening van de lijn, vond het eerste openbare reizigersvervoer plaats. De lijn werd in 1986 geëlektrificeerd tot aan Kerkrade-Centrum en was tot 2006 in gebruik bij de NS waarna de exploitatie van het reizigersvervoer is overgegaan naar Veolia. Saillant detail: Op 1 augustus 1954 reed het eerste dieseltreinstel, een DE1, met de bijnaam Blauwe Engel over deze lijn.

### Sluiting
Op 28 mei 1988 werd het baanvak Kerkrade-Centrum – Simpelveld gesloten. Later, na de opheffing van de treindienst Maastricht – Simpelveld – Aken in 1992, werd het baanvak Schin op Geul – Simpelveld – Bocholtz-Grens, alsmede Simpelveld – Kerkrade Centrum door de Nederlandse Spoorwegen verkocht aan de ZLSM, nadat eerst de verbinding met het geëlektrificeerde hoofdspoor in Schin op Geul (Sog-aansluiting, zie afbeelding) was opgebroken. In januari 2007 is de aansluiting te Schin op Geul weer hersteld met een enkelsporige verbinding. Sindsdien is het voor de ZLSM mogelijk door te rijden naar Valkenburg.
Vanaf Schin op Geul wordt het traject sinds 1995 gebruikt als museumlijn door de Zuid-Limburgse Stoomtrein Maatschappij voor de exploitatie van de stoomtreindienst. De omstandigheid dat circa 900 meter van dit traject over Heerlens grondgebied loopt heeft voor een aanzienlijke vertraging in de ontwikkeling gezorgd.

#### Dreigende sluiting verbinding Kerkrade
In 2023 gaf spoorbeheerder ProRail aan de verbinding met het geëlektrificeerde hoofdspoor tussen Kerkrade ZLSM en station Kerkrade Centrum weg te halen, waardoor de treinen van de ZLSM via Kerkrade geen toegang meer zouden hebben tot het hoofdspoor richting Landgraaf. Erfgoedvereniging Bond Heemschut vond dit een aantasting van een 'groot industrieel monument'. De ZLSM dreigde naar de rechter te gaan als ProRail dit door zou zetten. In september 2023 is de aansluiting nog intact en worden gesprekken tussen de ZLSM en ProRail hervat.

## Geschiedenis van de ZLSM

### Aanleiding
Een korte historie van deze museumorganisatie: in de jaren zestig van de 20e eeuw begon de regering in Den Haag wegens bezuinigingen met pogingen tot opheffing van de onrendabele spoorlijn tussen Kerkrade en Schin op Geul. Deze treinverbinding werd door (te) weinig reizigers gebruikt. Na vele jaren van discussies en financiële injecties werd in 1987 de knoop doorgehakt en op 29 mei 1988 werd de deze dienst definitief opgeheven.

### Planvorming
Al voor de sluiting van de spoorlijn had een aantal spoorwegenthousiasten het plan gevat om de spoorlijn als een toeristische en historische spoorweg te exploiteren. Met het oog op deze sluiting werd op 24 maart 1988 de ZLSM (toen nog als Zuid-Limburgse Stoomtram Maatschappij) opgericht. Het doel van deze organisatie is het behoud van dit traject en de exploitatie van de toeristische stoomtreindienst, uitgevoerd met historisch materieel. Aanvankelijk was het doel om ook naar Valkenburg te rijden. De NS was hier echter tegen en het duurde nog tot 2007 voordat de stoomtrein verder reed dan Schin op Geul.
Vier jaar later, op zaterdag 30 mei 1992, kwam er ook een einde aan de reguliere treindienst tussen Maastricht en Aken en stopte de NS-dieseltrein voor het laatst in Simpelveld.

### Startfase
De ZLSM begon met het opleiding van vrijwilligers en kocht zeven eersteklas K1-rijtuigen bij de NMBS in België. Een ijzerhandel uit Born schonk een rangeerlocomotief die de naam Lommaert kreeg. Met deze locomotief kreeg de ZLSM van NS toestemming om met werktreinen te rijden.
Er werd een projectvoorstel gestuurd aan de diverse gemeenten, het Ministerie van Economische Zaken en het Europees Fonds voor Regionale Ontwikkeling, waarop door hen subsidie werd toegezegd. De gemeenten waren in het begin nog huiverig vanwege eerdere slechte ervaring met het Primosa-museum in Gulpen. Nadat het risico voor de gemeenten verminderd werd, verleenden ook zij medewerking, onder meer met een versnelde doorloop van subsidieaanvragen.
Het Prins Bernhard Cultuurfonds gaf subsidie voor de aankoop van een eerste Zweedse stoomlocomotief van de Statens Järnvägar. In juli 1994 werd met de NS een overeenkomst getekend waarbij de ZLSM de spoorlijn voor tien jaar in bruikleen kreeg. Op 23 december 1994 kreeg de ZLSM een concessie voor het berijden van het traject Schin op Geul – Kerkrade.
In april 1995 startte de treindienst van de ZLSM tussen Schin op Geul en Kerkrade Centrum. In september van hetzelfde jaar werd de lijn geopend door Pieter van Vollenhoven. Later is men ook gaan rijden naar Vetschau (vanaf 2000) en Heerlen (2004 t/m 2006). Van april 2007 t/m eind 2016 was de treindienst verlengd van Schin op Geul naar Valkenburg. Op het baanvak naar Vetschau rijden uitsluitend railbussen, op de overige baanvakken stoomtreinen en Schienenbussen (railbussen).
Het depot is gevestigd bij het station van Simpelveld.

### Overdracht infrastructuur
In december 2012 kwam de ZLSM in acute liquiditeitsproblemen, die voorlopig konden worden afgewend door leningen van de provincie Limburg en lokale overheden.
In november 2013 besloot de provincie Limburg, in ruil voor overname van de infrastructuur (het spoor, de overwegen en de gebouwen), een bedrag van 3,5 miljoen euro uit te trekken. Samen met de 1,5 miljoen euro die de aanliggende gemeenten, Valkenburg, Simpelveld, Kerkrade en Gulpen-Wittem bijdragen, is er nu 5 miljoen euro beschikbaar voor het doen van de noodzakelijke investeringen in het dure onderhoud aan de infrastructuur. De ZLSM heeft voorts een plan opgesteld om meer bezoekers en inkomsten te verwerven, om daarmee de sinds 2008 dalende trend, weer in opgaande lijn om te buigen.
Op 12 december 2013 vond de officiële overdracht plaats van de infrastructuur aan de vijf betrokken overheden.

## Seinstelsel

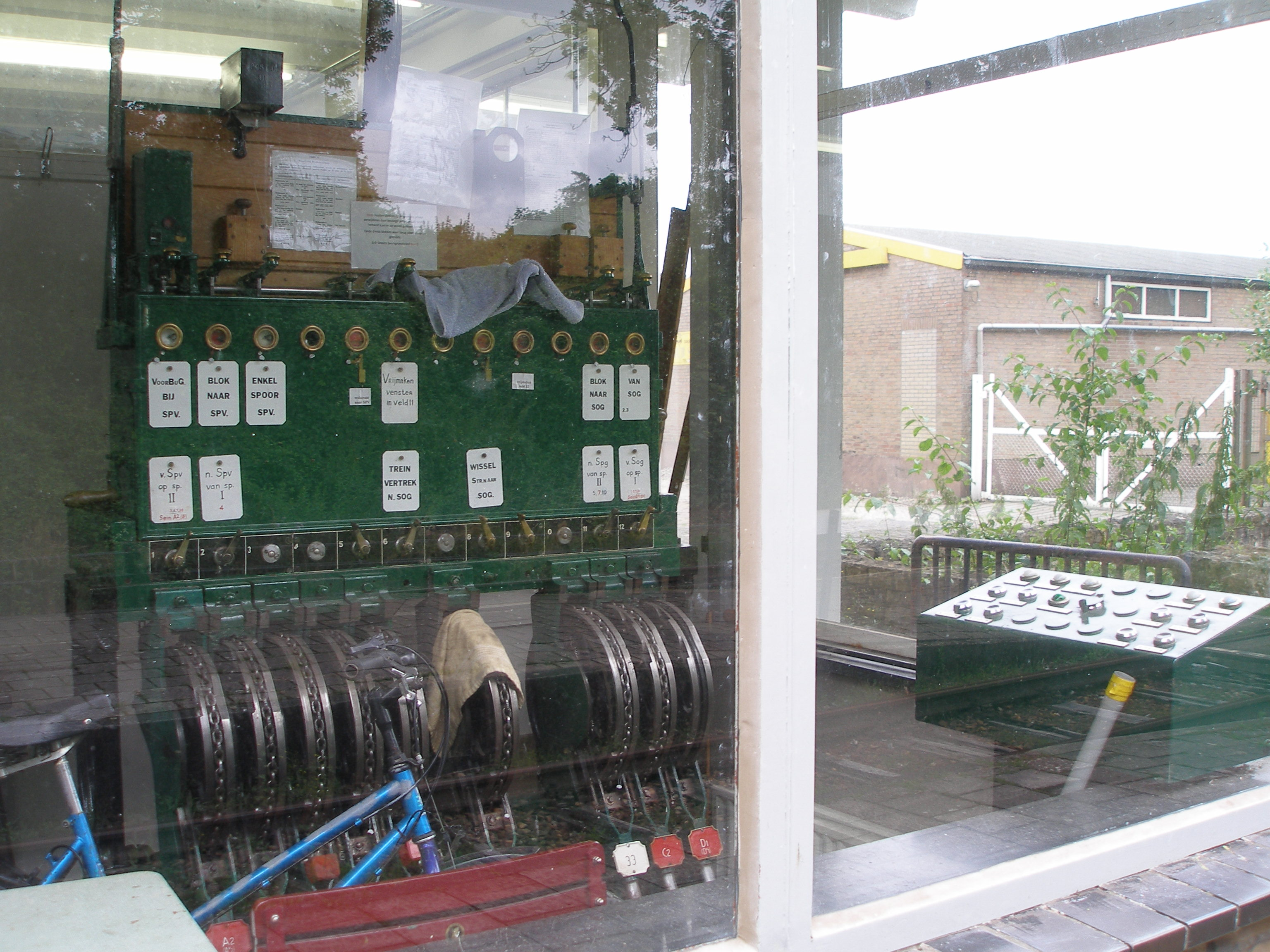
Post T op station Wijlre-Gulpen te Wijlre voor restauratie

Bij de ZLSM wordt er gewerkt met de klassieke beveiliging conform oude NS-richtlijnen. Toen de Nederlandse Spoorwegen in 1992 de exploitatie op de lijn beëindigden, waren enkel post T (de voormalige post II) in Simpelveld en post T in Wijlre nog operationeel als blokpost. Het waren de laatste twee klassieke posten in Nederland die op een spoorlijn met reizigersvervoer buiten dienst werden gesteld.

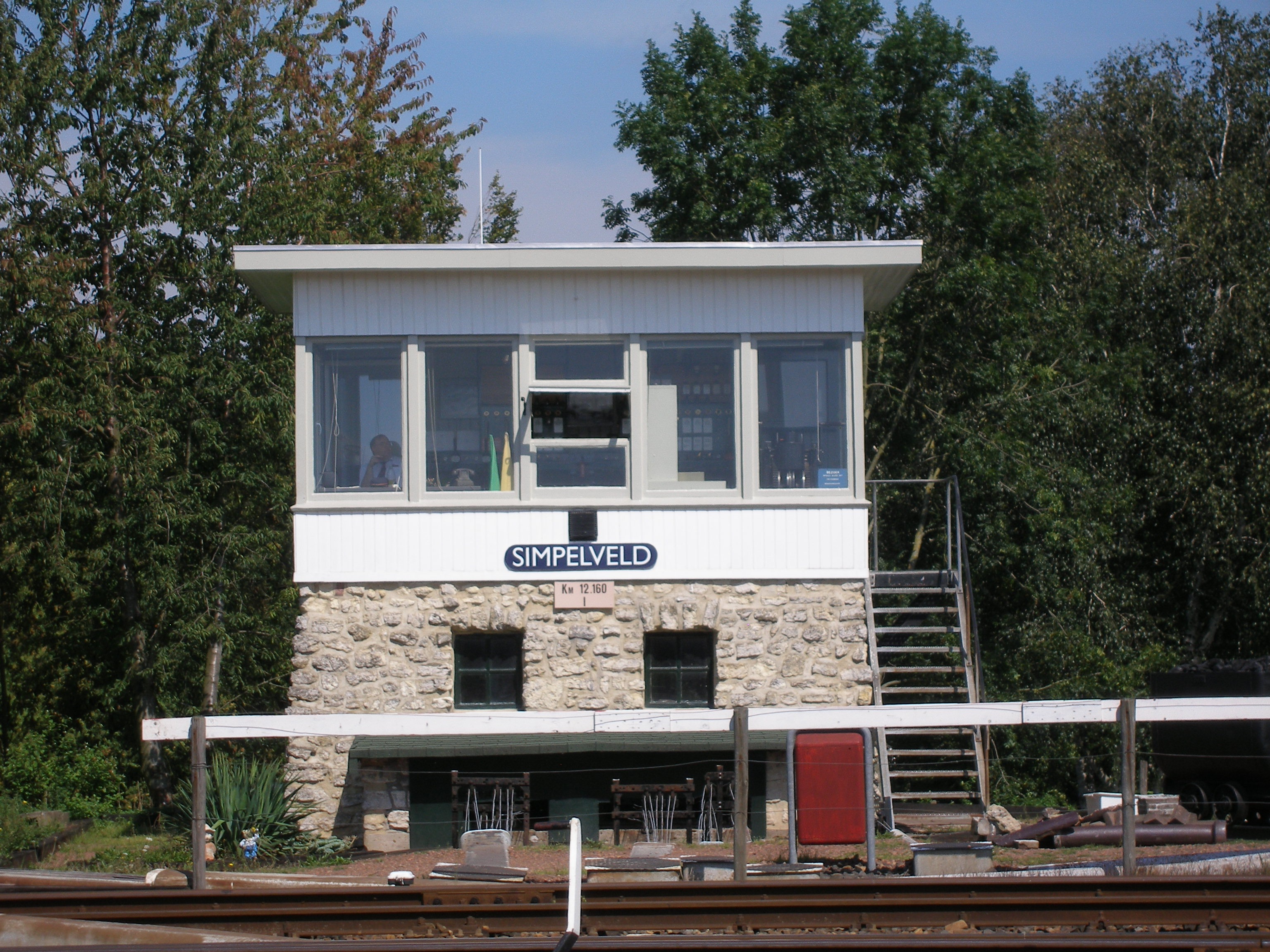
Post I te Simpelveld

Enkele vrijwilligers hebben zich vervolgens sterk gemaakt voor het behoud van de klassieke beveiliging en na het aantrekken van enkele oud-medewerkers van het seinwezen van de Nederlandse Spoorwegen werd begonnen met de wederopbouw. Stukje bij beetje werd de beveiliging opnieuw opgebouwd en hierbij aangepast aan het gewijzigde emplacement van station Simpelveld. Post II staat aan de kant van Wijlre en maakt het beveiligd vertrekken van en binnenkomen op spoor 1, 2, 3 en 4 mogelijk. Post I bevindt zich bij de splitsing van de lijn naar Kerkrade (Miljoenenlijn) en de voormalige lijn Aachen Hbf – Maastricht. Vanuit Kerkrade is het mogelijk om beveiligd te vertrekken van en binnen te komen op spoor 1, 2 en 3. Spoor 3 is voor treinen naar en van Vetschau. Post T bevindt zich in het stationsgebouw en coördineert de algehele treindienst tijdens een rijdag. De treindienstleider bedient geen wissels en seinen, maar beschikt alleen over een blokkast voor het geven van toestemmingen aan de beide seinhuizen en het controleren van de ingestelde rijwegen aldaar.
De twee seinhuisjes in Simpelveld zijn rijksmonument op basis van gebruikte bouwmaterialen (Kundersteen) en functionele zeldzaamheid.

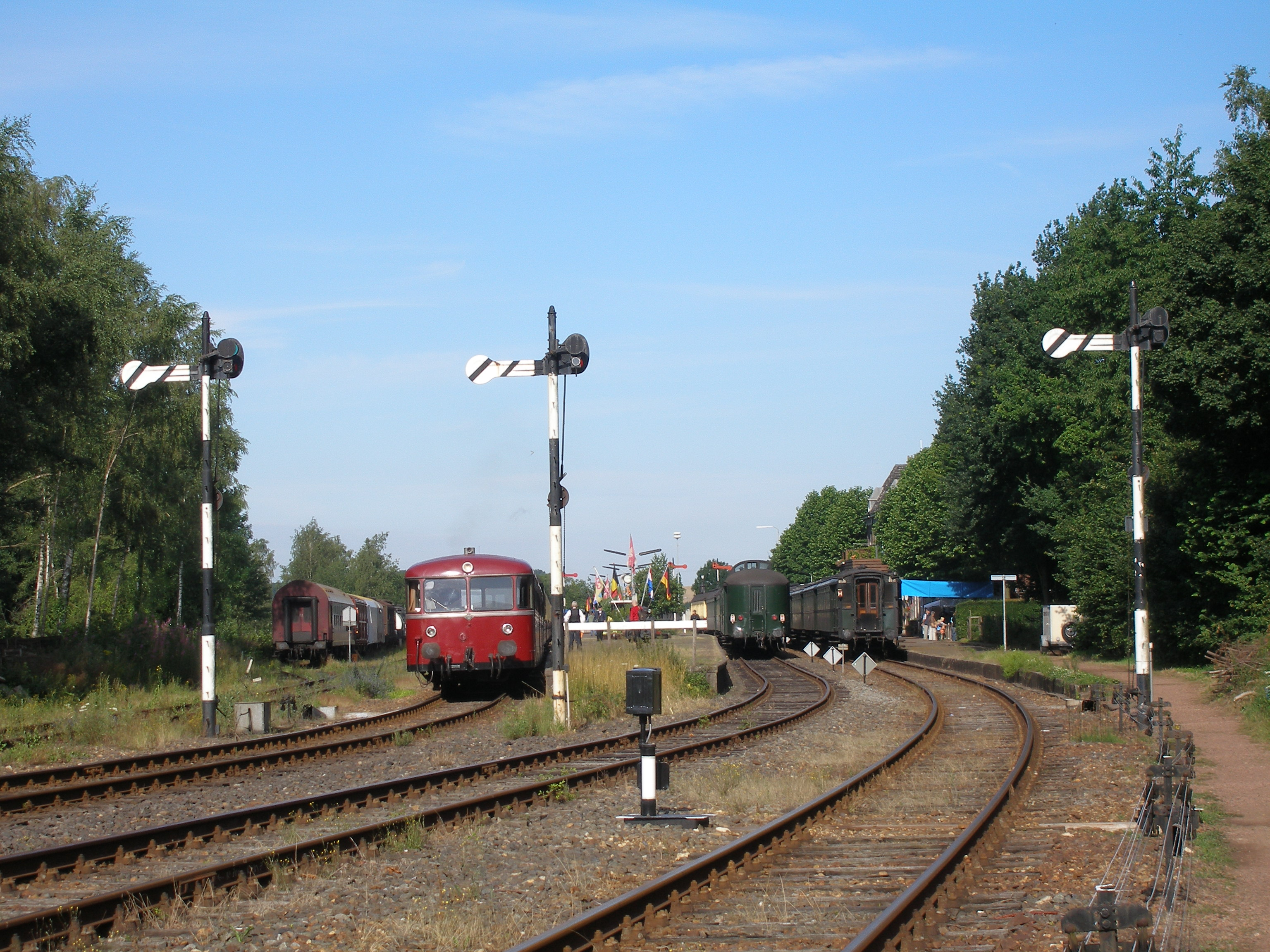
Hoofdseinen te Simpelveld

In 2008 kwam ook de klassieke beveiliging in Wijlre gereed. De post bevindt zich in het stationsgebouw en is ingericht als kruisingsstation, waar beveiligd gekruist kan worden. Vanuit Wijlre is de lijn tot Schin op Geul dubbelsporig, alleen het linkerspoor wordt bereden voor beide richtingen. Met het in dienst komen van de post in Wijlre is er voor het eerst sinds 1992 weer een handbediend blokstelsel, blokstelsel A, gebouwd 1913, in bedrijf in Nederland en wel tussen Wijlre en Simpelveld. Post T Wijlre is uitschakelbaar op post T Simpelveld. De dienstdoende treindienstleider aldaar kan het blokstelsel dan in Simpelveld simuleren.

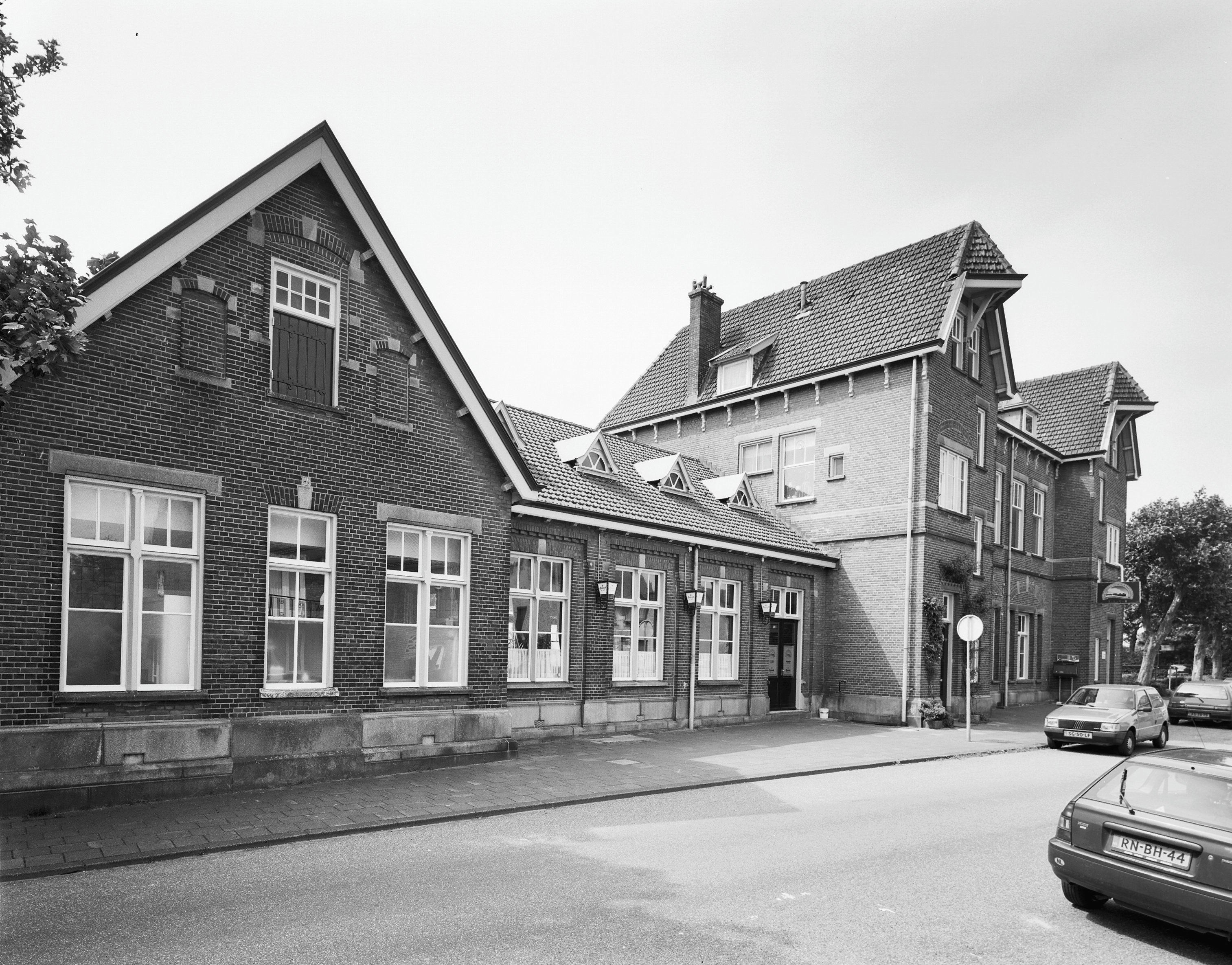
Station Simpelveld in 2001, gevel aan de straatzijde.

Op niet-rijdagen is er geen treindienstleider en wordt er met behulp van baanvakpenningen gereden. Voor elk van de drie baanvakken is er slechts één penning beschikbaar, die centraal uitgegeven en ingenomen wordt. Enkel de trein of het rangeerdeel dat in bezit is van de betreffende penning, heeft toestemming om het baanvak te berijden. Door het ontbreken van een penning is tevens duidelijk dat een bepaald baanvak bezet is. De klassieke seinen in Simpelveld en Wijlre hebben bij het rijden op penningen geen functie en mogen dan genegeerd worden

## Materieel

### Stoomlocomotieven
Voor de treindienst werd gezocht naar stoomlocomotieven die gelijkend waren op de NS-locomotieven die voorheen vanuit Heerlen werden ingezet. Er werd gekeken naar een Poolse TK48-locomotief, maar daarvoor kon geen exportvergunning worden verkregen.
Hierop werd de zoektocht naar stoomlocomotieven verlegd naar Zweden. De Zweedse staatsspoorwegen (Statens Järnvägar) hield decennialang een grote strategische reserve aan stoomlocomotieven aan, die in de jaren negentig werd opgeheven omdat er nog maar weinig bevoegde machinisten voor waren. Daar werden uiteindelijk vier stoomlocomotieven gekocht, waarvan er in 2022 één rijvaardig is. De stoomlocomotieven kwamen per schip naar Born en werden vanaf daar naar Simpelveld gesleept. Ook kwamen er veel reserveonderdelen mee. De Zweedse stoomloc B 1289 is eigendom van het Spoorwegmuseum en in bruikleen gegeven aan de ZLSM. Later kwam ook de NS 8826 vanuit Tilburg naar Simpelveld.
In 2015 werd locomotief 52 532 toegevoegd aan de collectie. Deze locomotief was afkomstig van de Veluwsche Stoomtrein Maatschappij (VSM). In de periode 2015 - 2024 is deze locomotief aan een grote revisie onderworpen. 
Eind 2020 is locomotief 50 3666 (ook bekend als 50 0073) toegevoegd aan het materieelbestand. Deze locomotief is op 1 maart 2024 overgebracht naar Simpelveld, nadat ze tot december 2023 bij haar vorige beheerder VSM in Beekbergen heeft gestaan. Bij een eerdere overbrengpoging is de locomotief halverwege gestrand in Nijmegen met een warmgelopen lager, alwaar de loc tot eind februari 2024 heeft gestaan. 
Sinds januari 2023 is locomotief 57, Bonne, van de HSIJ in bruikleen bij de ZLSM. Dit omdat er vanwege de stikstofperikelen niet meer over het terrein van Tata Steel gereden kan worden.

### Overig
Negen rijtuigen zijn afkomstig van de Belgische Spoorwegen (NMBS), twee van de Compagnie Internationale des Wagons-Lits (CIWL) en een van de Nederlandse Spoorwegen. Voor de dienst naar Vetschau is een Schienenbus (twee motorwagens, twee bijwagens en een stuurstandwagen ) van de Duitse Spoorwegen (DB) verworven. Van de Nederlandse Spoorwegen (NS) is treinstel 179 (Plan X, voorheen Blauwe Engel) overgenomen (nog niet rijvaardig).

### Tractievoertuigen
| Nummer bij ZLSM en Tractie                    | Maatschappij, nummer en naam   | Bouwjaar (fabriek)                                                                         | Opmerkingen | Afbeelding     |
| --------------------------------------------- | ------------------------------ | ------------------------------------------------------------------------------------------ | --- | -------------- |
| Locomotieven                                  |                                |                                                                                            | |                |
| Loc E2 1040 – Stoom                           | SJ E2 1040                     | 1910 (Nydqvist & Holm)                                                                     | Dienstvaardig. Gelijkend op de NS 4700-serie. |                |
| Loc E 1090 – Stoom                            | SJ E 1090                      | 1911 (Nydqvist & Holm)                                                                     | Niet dienstvaardig. Wordt momenteel optisch gereviseerd. Gelijkend op de NS 4700-serie. |                |
| Loc B 1220 – Stoom                            | SJ B 1220                      | 1914 (Nydqvist & Holm)                                                                     | Niet dienstvaardig. Gelijkend op de NS 4000-serie. |                |
| Loc B 1289 – Stoom                            | SJ B 1289                      | 1916 (Nydqvist & Holm)                                                                     | Niet rijvaardig, Revisie gepland. Gelijkend op de NS 4000-serie. |                |
| Loc 3 – Stoom                                 |                                | 1921 (Krauss)                                                                              | |                |
| Loc 50 3666 – Stoom                           | DR 50 2145                     | 1943 (Anglo Franco Belge)                                                                  | |                |
| Loc 52 532 – Stoom                            | DR 52 532                      | 1943 (Berliner Maschinenbau)                                                               | Niet dienstvaardig, in revisie. In december 2015 in bruikleen gekregen. |                |
| Loc 57 – Stoom                                | DH2t "Bonne"                   | 1943 (Maschinenfabrik Esslingen)                                                           | Dienstvaardig. In januari 2023 in bruikleen gekregen van HSIJ. |                |
| Loc 8826 / Julia V / LV14 – Stoom             | NS 8826                        | 1944 (Hunslet)                                                                             | Niet dienstvaardig. Gebouwd voor het War Department met nummer 75115. In 1945 naar NS als 8826. In 1953 naar mijn Julia als Julia V, in 1962 omgenummerd naar LV14. Van 1976 tot 1981 in dienst bij de SSTT. Vanaf 1982 opgesteld in Tilburg en in 1998 naar ZLSM. |                |
| Loc 321-01 – Diesel-hydraulisch               | 321 "Lommaert"                 | 1954 (Klöckner-Humboldt Deutz, Köln)                                                       | Dienstvaardig. |                |
| Loc N4b 251127 – Diesel-hydraulisch           | N4b "Brandis 1"                | 1956 (Lokomotivbau Karl Marx, Babelsberg)                                                  | Niet dienstvaardig. In november 2016 aangekomen in Simpelveld | Opname gewenst |
| Loc 244-02 – Diesel-hydraulisch               | EH 244 "Esslingen"             | 1961 (Maschinenfabrik Esslingen)                                                           | Niet dienstvaardig. |                |
| Loc 332-03 – Diesel-hydraulisch               | 332 187 "Spaniol"              | 1964 (Arnold Jung Lokomotivfabrik GmbH, Jungenthal, Kirchen a.d. Sieg)                     | Dienstvaardig. Voorheen 332 187. |                |
| Loc 332-06 – Diesel-hydraulisch               | 332 ... "Conrad"               | 1964 (Orenstein & Koppel & Lübecker Maschinenbau A.G.)                                     | Dienstvaardig. |                |
| Loc Laura-07 – Diesel-mechanisch              | "Laura"                        | 1954 (Klöckner-Humboldt Deutz, Köln)                                                       | Niet dienstvaardig. Op 10 januari 2018 in bruikleen gegeven aan Stichting Koempels van de Domaniale (Schacht Nulland). |                |
| Loc 248-08 – Diesel-elektrisch                | NS 248 "Sik"                   | 1935 (Werkspoor)                                                                           | Dienstvaardig. |                |
| Loc 639-10 – Diesel-elektrisch                | NS 639 "Hippel"                | 1957 (Dick Kerr Works, Scotland)                                                           | Dienstvaardig. |                |
| Loc 677-11 – Diesel-elektrisch                | NS 677 "Hippel"                | 1955 (Dick Kerr Works, Scotland)                                                           | Niet dienstvaardig, pluklocomotief. |                |
| Loc 2215 - Diesel-elektrisch                  | NS 2215                        | 1955, (Allan)                                                                              | Dienstvaardig, in bruikleen van het Spoorwegmuseum. |                |
| Loc SM 130 – Diesel                           | SM 130                         | 1958 (Klöckner-Humboldt Deutz, Köln)                                                       | Eigendom van de Stichting tot Behoud van Mijnlocomotieven. Niet dienstvaardig, in revisie. |                |
| Treinstel en Schienenbusse                    |                                |                                                                                            | |                |
| Treinstel 179-05 – Diesel-elektrisch          | NS 179                         | 1952 (Allan Rotterdam)                                                                     | Niet dienstvaardig. Treinstel Plan X |                |
| Motorwagen 798-04 – Diesel                    | Deutsche Bundesbahn VT 798-647 | 1956 (Uerdingen)                                                                           | Niet dienstvaardig, DB "Schienenbus" |                |
| Motorwagen 798-09 – Diesel                    | Deutsche Bundesbahn VT 798-668 | 1959 (Uerdingen)                                                                           | Dienstvaardig, DB "Schienenbus" |                |
| Stuurstandwagen 998-51                        | Deutsche Bundesbahn VS 998-872 | 1959 (MAN)                                                                                 | Dienstvaardig, DB "Schienenbus" |                |
| Bijwagen 998-52                               | Deutsche Bundesbahn VB 998-133 | 1955 (Orion)                                                                               | Dienstvaardig, DB "Schienenbus" |                |
| Bijwagen 998-53                               | Deutsche Bundesbahn VB 998-306 | 1962 (Rathgeber)                                                                           | Dienstvaardig, DB "Schienenbus" |                |
| Bijwagen 998-722                              | Deutsche Bundesbahn VB 998-722 |                                                                                            | Niet-Dienstvaardig. Gesloopt, al eerder geplukt door de Vennbahn. DB "Schienenbus" |                |
| Rijtuigen                                     |                                |                                                                                            | |                |
| Rijtuig 21040-01                              | NMBS K1A - 01                  | 1934 (Baume & Marpent)                                                                     | Dienstvaardig. UIC 50 88 84-40 040 |                |
| Rijtuig 21016-02                              | NMBS K1A - 02                  | 1934 (Baume & Marpent)                                                                     | Dienstvaardig. UIC 50 88 84-40 016 |                |
| Rijtuig 21020-03                              | NMBS K1A - 03                  | 1934 (Baume & Marpent)                                                                     | Dienstvaardig. UIC 50 88 84-40 020 |                |
| Rijtuig 21031-04                              | NMBS K1A - 04                  | 1934 (Baume & Marpent)                                                                     | Niet-Dienstvaardig. UIC 50 88 84-40 031 |                |
| Rijtuig 21035-05                              | NMBS K1A - 05                  | 1934 (Baume & Marpent)                                                                     | Dienstvaardig. UIC 50 88 84-40 035 |                |
| Rijtuig 21010-06 (invalidenrijtuig)           | NMBS K1A - 06                  | 1934 (Baume & Marpent)                                                                     | Dienstvaardig. UIC 50 88 84-40 010 |                |
| Rijtuig 21028-07                              | NMBS K1A - 07                  | 1934 (Baume & Marpent)                                                                     | Dienstvaardig. UIC 50 88 84-40 028 |                |
| Rijtuig A21024                                | NMBS K1A                       | 1934 (Baume & Marpent)                                                                     | Niet-Dienstvaardig. Plukrijtuig, nooit in dienst gekomen. UIC 50 88 84-40 24 |                |
| Rijtuig 28106-11                              | NMBS K1AD                      | 1934 (Ateliers Metalliques Nivelles)                                                       | Dienstvaardig. Bagage- en zitrijtuig. UIC 50 88 84-48 014 |                |
| Rijtuig 29127-21                              | NMBS K1BD                      | 1934 (Ste Ame des Usines de Braine le Comte)                                               | Dienstvaardig. Bagage- en zitrijtuig. Nu in dienst als restauratierijtuig. UIC 50 88 84-48 006 |                |
| Rijtuig 4129-41                               | Pullman                        | 1927 (Metropolitan Cammell Carriage & Wagon Co Ltd Birmingham)                             | Dienstvaardig. |                |
| Rijtuig 4268-42                               | Breda                          | 1927 (chassis) 1955 (opbouw) (Metropolitan Cammell Carriage & Wagon Co Ltd / Breda Milaan) | Dienstvaardig. Gebouwd op een in de Tweede Wereldoorlog verwoest ander Pullman-rijtuig |                |
| Rijtuig 6904-61                               | NS 6904                        | 1955 (Beijnes, Beverwijk)                                                                  | Dienstvaardig. Rijtuig Plan E |                |
| Overige railvoertuigen                        |                                |                                                                                            | |                |
| Draisine Railbrommer – Benzine                |                                | 1995 (R. Bance & Co. Ltd.)                                                                 | Niet dienstvaardig. |                |
| Rijdende spoorkraan A310/6 – Stoom            | NMBS A310/6                    | 1905 (Cowans Sheldon & Co. Ltd. England)                                                   | Niet dienstvaardig. |                |
| Rail/weg voertuig Railkraan – Diesel          |                                | 1983 (Johs. Fuchs KG Maschinenfabrik Ditzingen)                                            | Dienstvaardig. |                |
| Rail/weg voertuig Kanarie – Diesel-mechanisch | Unimog                         | 1975 (Mercedes-Benz (Unimog) en Zweiweg-Hartmann (opbouw))                                 | Dienstvaardig. |                |

### Elektrische tram

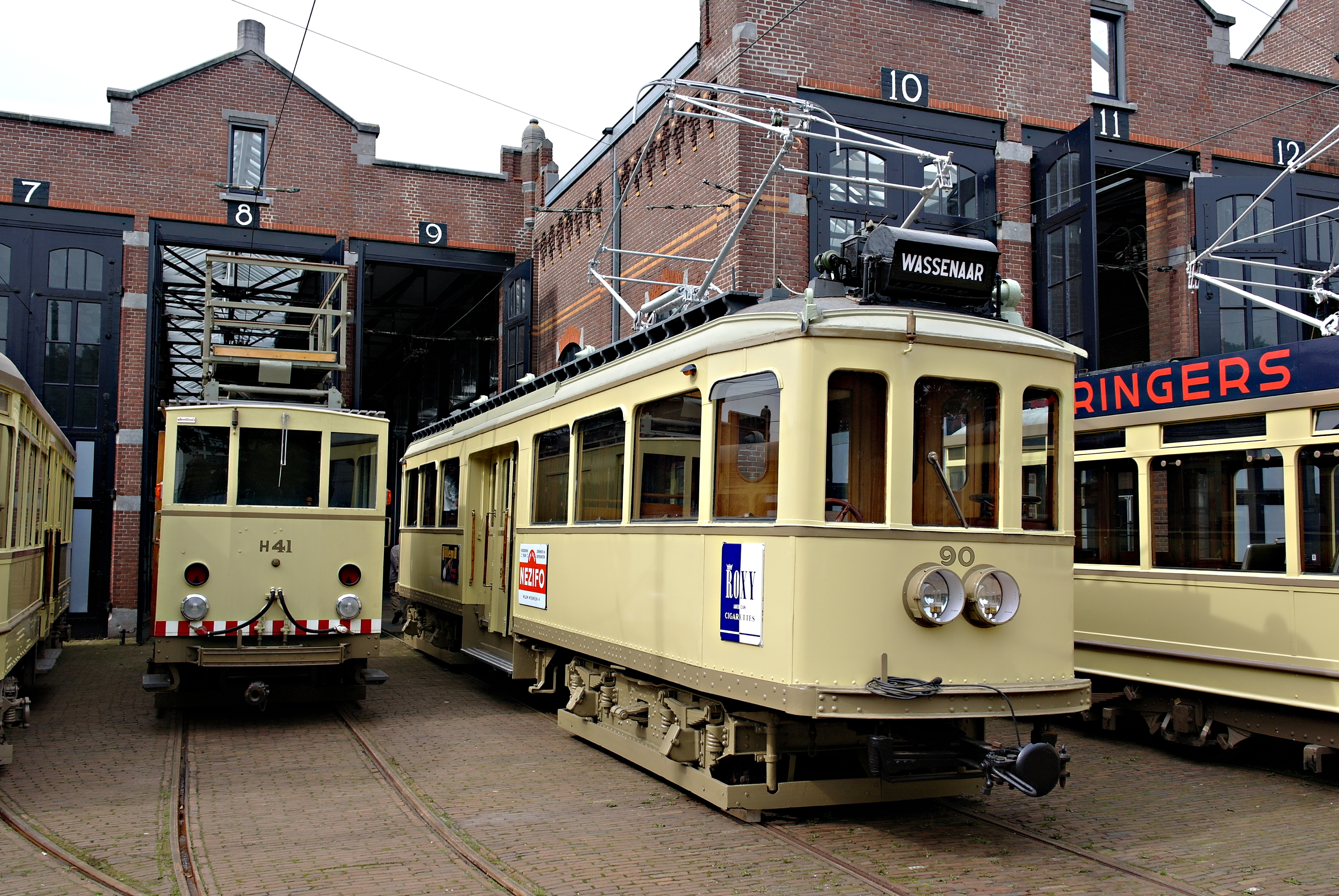
LTM 610 als "Limburgers" in Haagse staat als HTM 90.

Elektrische trammotorwagen 610 (Beijnes, 1931) van de vroegere Limburgsche Tramweg Maatschappij is door het Spoorwegmuseum aan de ZLSM geschonken en bevond zich (niet rijvaardig) sinds eind 2005 te Simpelveld. Op 20 november 2010 werd de LTM 610 in bruikleen gegeven aan de Tramweg-Stichting te Den Haag en daar (tijdelijk) in Haagse staat teruggebracht als "Limburger" HTM 90. In oktober 2017 kreeg deze weer een Limburgs (groen) uiterlijk en op 9 maart 2018 keerde de trammotorwagen terug naar de ZLSM in Simpelveld.

## Galerij

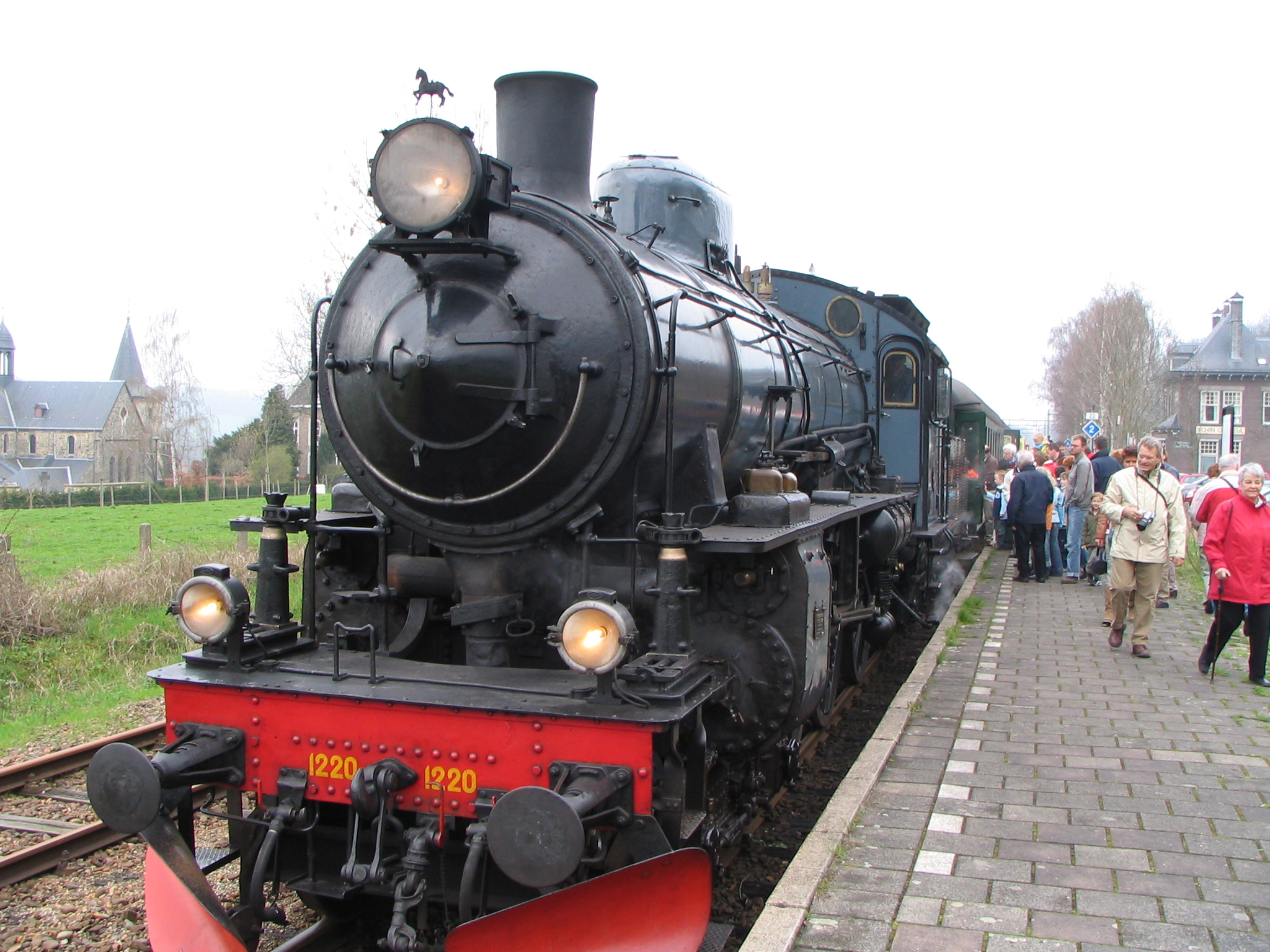
Stoomtrein (SJ B 1220) van de ZLSM te Schin op Geul; april 2006.
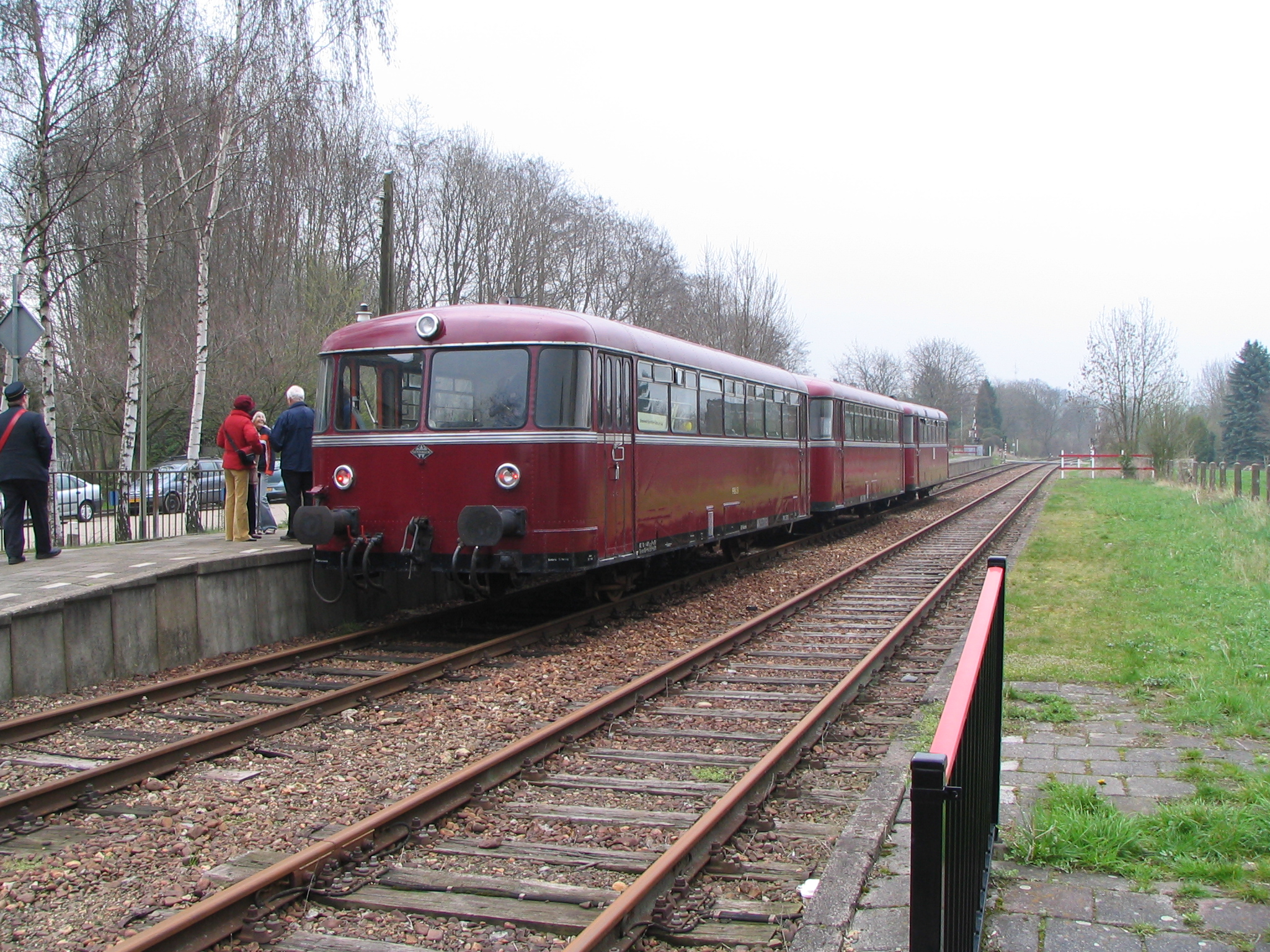
Schienenbus te Schin op Geul; april 2006.
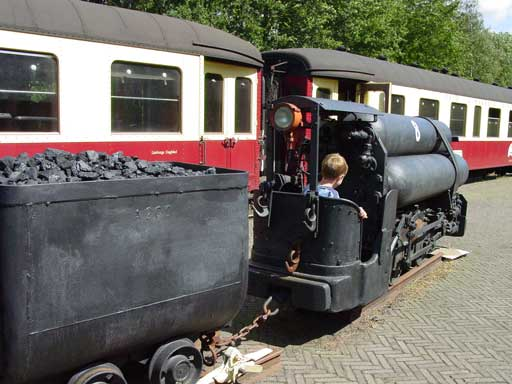
Station Simpelveld met oude mijnlocomotief voor ondergronds transport. Op de achtergrond voormalige NMBS-rijtuigen.
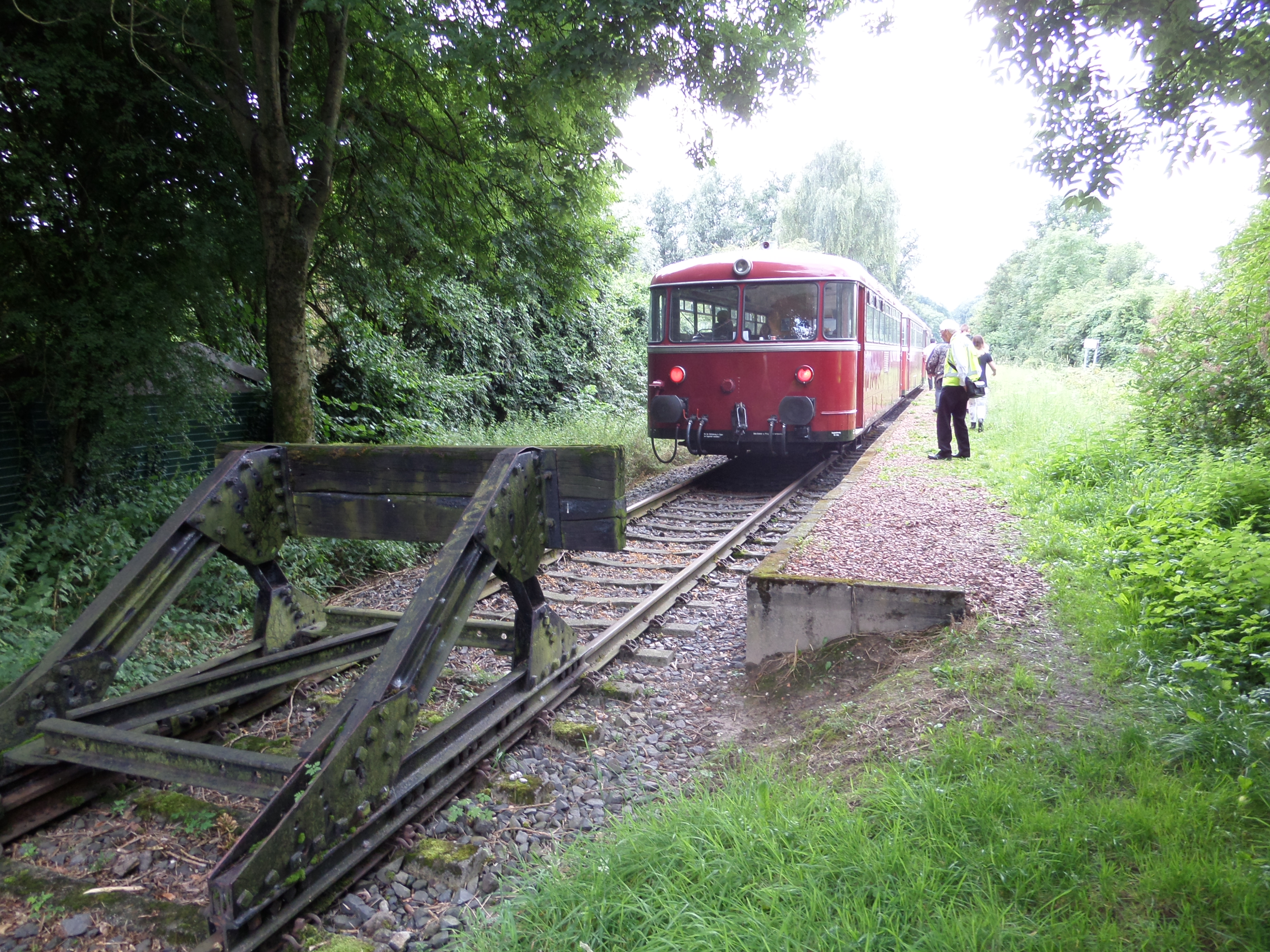
Het einde van de lijn met stootjuk te Vetschau.
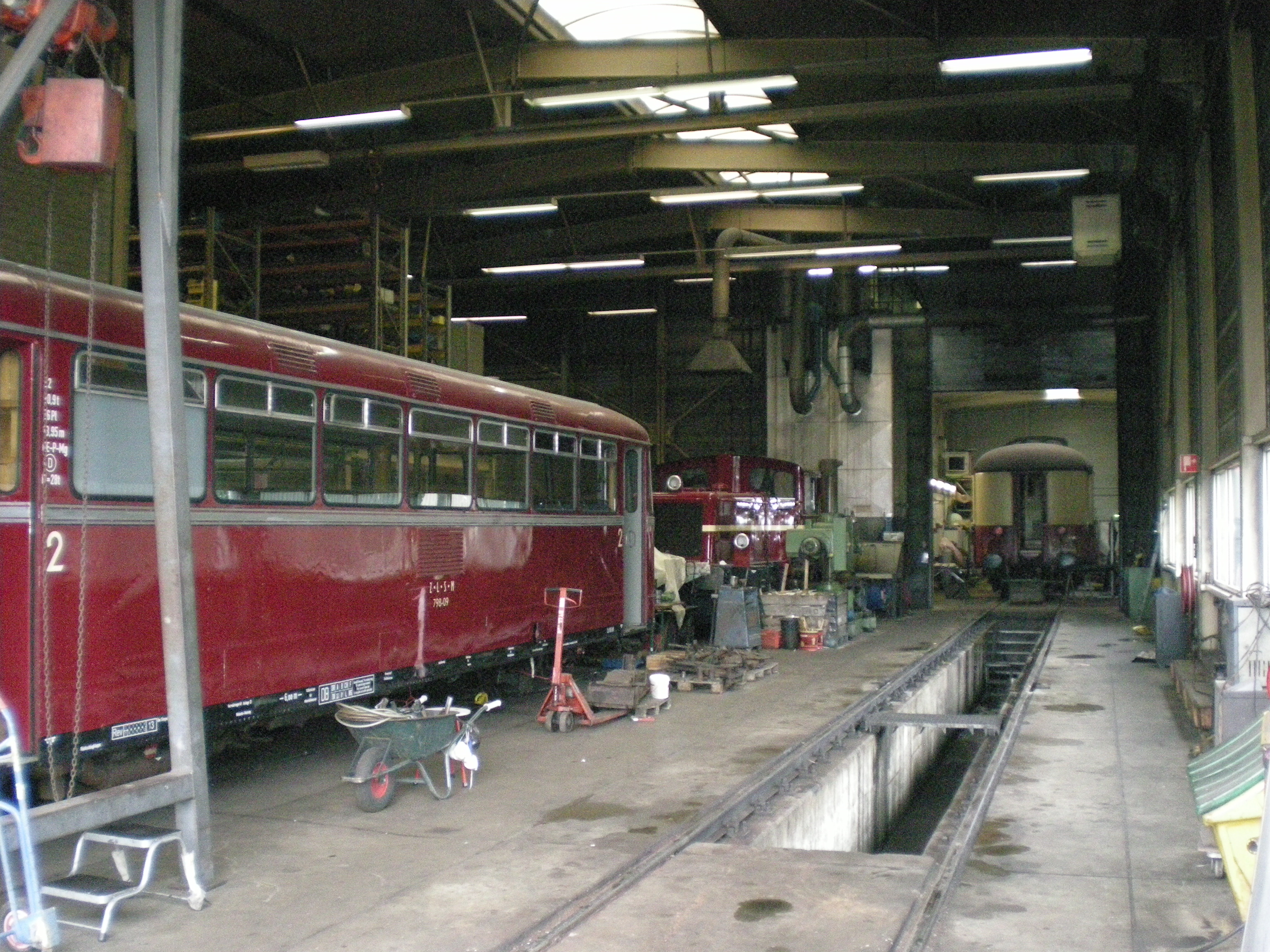
Interieur van de werkplaats te Simpelveld.
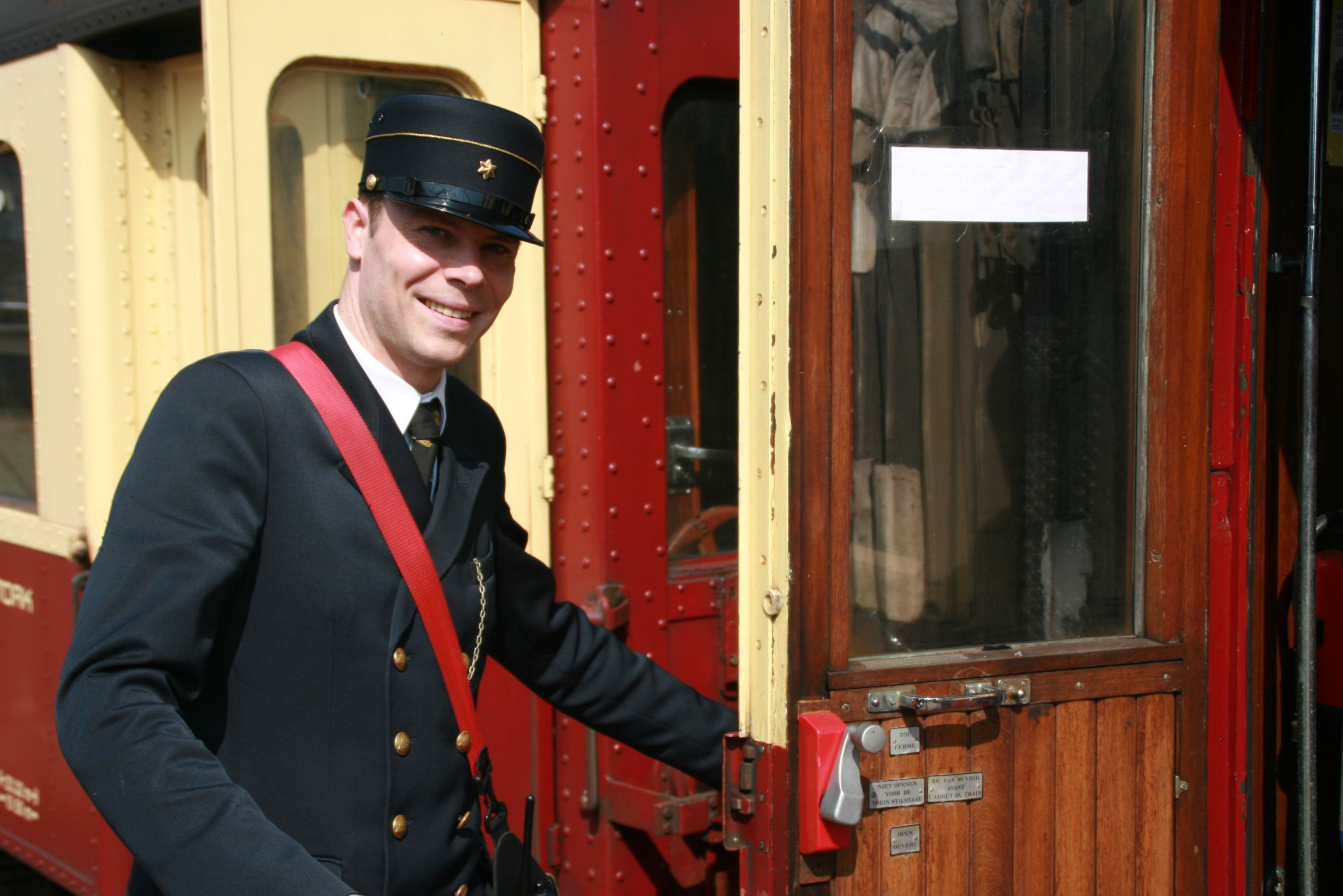
ZLSM-Conducteur.